# Cnoc an Dudain

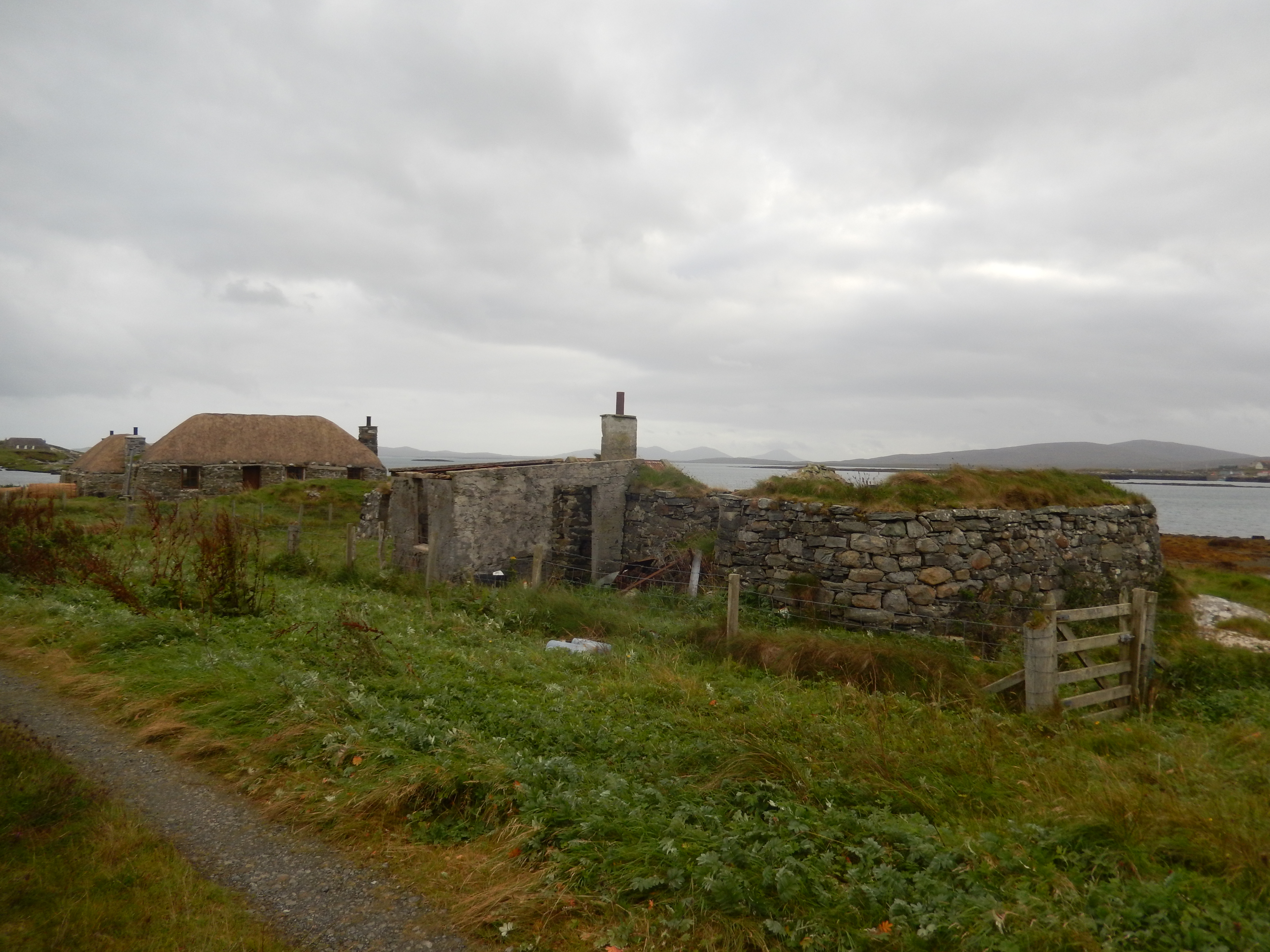
Cnoc an Dudain von Nordwesten

Cnoc an Dudain ist ein Wohngebäude auf der schottischen Hebrideninsel Berneray. 1971 wurde das Gebäude in die schottischen Denkmallisten in der Kategorie B aufgenommen. In unmittelbarer Umgebung befinden sich die ebenfalls denkmalgeschützten Gebäude 7a Rushgarry und 7b Rushgarry.

## Geschichte
Unter Donald Ruadh Macleod wurde Berneray bis ins mittlere 18. Jahrhundert durch Erweiterung der landwirtschaftlichen Flächen und Einführung der Kelpgewinnung entwickelt. 1834 kam es zu einer Immigration von Vertriebenen anderer Inseln (vergleiche auch Highland Clearances), welche eine hohe Bevölkerungsdichte in Rushgarry hervorrief. Mehreren aufeinanderfolgende Missernten und die Hungersnot infolge der Kartoffelfäule in den späten 1840er Jahren bei gleichzeitigem Niedergang der Kelpgewinnung trafen Berneray schwer. Zahlreiche Gehöfte wurden in der Folge aufgelassen und die Einwohnerzahl der Insel wurde rückläufig.
Die Gebäude stammen aus dem frühen 19., möglicherweise auch aus dem späten 18. Jahrhundert und entstanden somit vermutlich in der Hochzeit der Kelpindustrie auf Berneray und auch vor der Immigrationswelle. Die Karte der Ordnance Survey 1901 zeigt südlich ein zugehöriges Außengebäude, das nicht erhalten ist. Hingegen waren auf dieser Karte zwei kleine Vorbauten an den Gebäuden nicht verzeichnet, weshalb sie im Laufe des 20. Jahrhunderts vor 1971 ergänzt worden sein müssen. Im selben Jahr wurden die Dächer der Gebäude als intakt beschrieben. 1998 wurden der Zustand der zwischenzeitlich aufgelassenen Gebäude als ruinös beschrieben. 2009 erfolgte der Eintrag in das Register gefährdeter denkmalgeschützter Bauwerke in Schottland. Das Dach war zu diesem Zeitpunkt bereits eingebrochen. Im Zuge einer Begehung im Jahre 2015 wurde der Zustand der Gebäude weiterhin als unverändert beschrieben.

## Beschreibung
Es handelt sich um zwei traditionelle Cottages die benachbart in geschlossener Bauweise stehen. Sie befinden sich in der Siedlung Rushgarry und überblicken das Bays Loch, die größte Bucht der Insel. Die eingeschossigen, länglichen Gebäude schlossen einst mit Reetdächern. Ihr flaches, mächtiges Mauerwerk besteht aus Feldstein. Ungewöhnlich für traditionelle Cottages sind die eckig ausgeführten Gebäudekanten anstelle von gerundeten. Entlang der Hauptfassaden sind unregelmäßig tiefliegende Fenster eingelassen. Die neueren Vorbauten mit den Eingangsbereichen schließen mit geneigten Wellblechdächern. Während die Reste von zwei Kaminen erhalten sind, sind Installationen in den Innenräumen verloren gegangen.
Es handelt sich um die seltenen Reste der traditionellen reetgedeckten Cottages der Hebriden und westlichen Highlands. 2016 wurde geschätzt, dass nur etwa 200 Gebäude dieses Bautyps in Schottland erhalten geblieben sind.